# Зурзакой
Зурзакой (чечен. Зурзакъой) — чеченский тайп. Впервые о зурзакъой как об отдельном тайпе упоминает М. А. Мамакаев в своей работы «Чеченский тайп в период его разложения». Он не включает тайп не в один из тукхумов, он сообщает, что представители тайпа жили самостоятельно. Мамакаев включил Зурзакой в список основных коренных чеченских тайпов. Некоторыми авторами связывается с грузинским этнонимом чеченцев — дзурдзуки.

## Этимология
По мнению чеченского историка, кандидата исторических наук Сайпуди Натаева, чечен. Зурзакъой — воины, сторожевой дозор, первым принимающий вражеский удар до подхода основных сил. В основу этнонима легли чечен. «зур»-дозор и чечен. «закъой»-тормозящие, останавливающие. Вероятна и другая семантика этнонима: от чечен. «зӀуру» — боевое оружие древних чеченцев с рукоятью, с густо насаженными шильями и чечен. «зӀоко» — боевое оружие с рукоятью и насаженным «клювом». В грузинской транскрипции дзурдзуки. Этноним увязывается с топонимом чечен. Зурзукъа (Зурзука) — это живописное урочище на юго-востоке с. Улус-Керт в районе чечен. ЗазаргӀане. Этимология названия затемнена, хотя, можно допустить, что в основе термина чечен. зурзакъой лежат чеченские слова чечен. зоьр, зор, зоърт (устар. чеч.) (высокий, стройный, великан, могучий, богатырской силы (человек). чечен. Зарг — щит, чечен. къо употребляется и в наши дни чеберлоевцами в значении гражданин, человек, а также в чеченском языке в значении сын, сыновья, потомки. чечен. Зурзукъа, возможно, могло сложиться из чечен. зор + зарг + къо. Чеченский исследователь-краевед, педагог и народный поэт А. С. Сулейманов, считал, что этноним напоминает древнейшее этническое название чеченцев дзурдзуки, встречающееся в «Картлис цховреба».
Этноним зурзакой безраздельно господствует в грузинской средневековой исторической традиции по отношению к нахским этническим группам и является собирательным именем для нахов у грузин. По мнению К. З. Чокаева, «дзурдзуки» остаются одним из наиболее загадочных древненахских этнонимов. Появившись на страницах исторических хроник как грузинское название, этот термин не встречается больше ни у никаких народов.